# ایستگاه متروی پاتنی شرقی
ایستگاه متروی پاتنی شرقی (انگلیسی: East Putney tube station) یکی از ایستگاه‌های خط ناحیه متروی لندن است.
این ایستگاه که در منطقه واندزوورث لندن قرار دارد در سال ۱۸۸۹ میلادی تأسیس شده است.

## نگارخانه

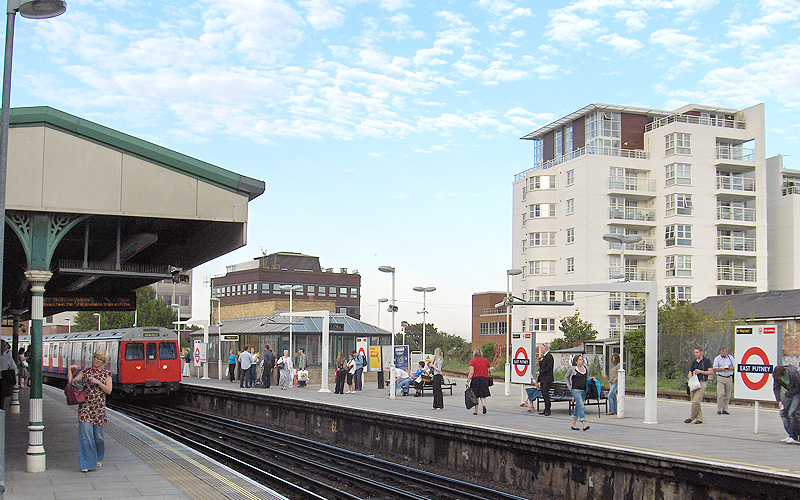